# Mittlere Bollerhalde
Mittlere Bollerhalde ist ein mit Verordnung des Regierungspräsidiums Freiburg vom 4. September 1985 ausgewiesenes Naturschutzgebiet mit der Nummer 3.149 bei Oberndorf am Neckar im Landkreis Rottweil in Baden-Württemberg.

## Lage
Bei dem Schutzgebiet handelt es sich um eine Wacholderheide, die etwa 900 Meter nordnordöstlich von Altoberndorf an einem Südhang des Neckartals liegt. Das Schutzgebiet gehört zum Naturraum Obere Gäue.

## Schutzzweck
Laut Verordnung ist der wesentliche Schutzzweck die Erhaltung der geschützten Teile
- als Lebensraum einer für das obere Neckartal typischen Flora und Fauna mit einer Vielzahl seltener und zum Teil vom Aussterben bedrohter Tier - und Pflanzenarten;
- als eine vom Menschen geprägte Landschaft von besonderer Eigenart und Schönheit.

## Flora und Fauna
Zu den geschützten Arten des Gebiets gehören Frühlings-Enzian, Gewöhnliche Kuhschelle, Fliegen-Ragwurz und Mücken-Händelwurz.
An geschützten Tagfaltern müssen Schwalbenschwanz, Kleines Wiesenvögelchen, Großes Ochsenauge und Schachbrett genannt werden. Bei den Reptilien sind die stark gefährdeten Arten Mauereidechse und Schlingnatter hervorzuheben. Die Gebüsche der Wacholderheide dienen als Rückzugsraum für den Neuntöter.

## Zusammenhängende Schutzgebiete
Das Naturschutzgebiet ist Teil des FFH-Gebiets Nr. 7717-341 Neckartal zwischen Rottweil und Sulz. Im Westen, Süden und Osten grenzt es an das Landschaftsschutzgebiet Neckartal mit Seitentälern von Rottweil bis Aistaig.